# Franz Bauer-Theussl
Franz Bauer-Theussl (* 25. September 1928 in Zillingdorf; † 30. April 2010 in Salzburg) war ein österreichischer Dirigent.

## Leben
Franz Bauer-Theussl studierte Klavier an der Musikakademie Wien und war nach seinem Abschluss der letzte Schüler von Clemens Krauss.
Er debütierte am 4. März 1957 an der Volksoper Wien mit Lehárs Land des Lächelns und war gleich in seiner ersten Saison musikalischer Leiter von Die Fledermaus, Martha (Bauer-Theussls erste Premiere am 28. September 1957), Wiener Blut, Rigoletto, Der Zigeunerbaron, Ein Walzertraum und Der Bettelstudent. Während der folgenden drei Jahrzehnte dirigierte er 26 Premieren an der Volksoper. Insgesamt dirigierte er hier über 3000 Vorstellungen.
Seine Karriere führte ihn als Stadtkapellmeister an das Stadttheater in Baden (ab 1950), als Opernchef ans Landestheater in Salzburg (1953–1957), an die Volksoper in Wien und 1960–1964 als Generalmusikdirektor an die Amsterdamer Oper.
Als Mitbegründer der Seefestspiele Mörbisch war er auch deren erster Dirigent. Auch bei den Bregenzer Festspielen leitete er zahlreiche Vorstellungen mit den Wiener Symphonikern.
Im Rahmen eines Konzerts anlässlich des 100. Geburtstags von Franz Lehár mit dem Bruckner Orchester in Bad Ischl im April 1970 entdeckte er seine Zuneigung zum Salzkammergut und ließ sich in Unterach am Attersee nieder.
Einem breiteren Publikum wurde er durch die regelmäßige Klavierbegleitung Heinz Conrads’ bekannt.
Bauer-Theussl war mit der Balletttänzerin Herta Lonsky verheiratet und ist Vater der Schauspielerin Johanna Lonsky (* 1958). Er starb an Lehárs Geburtstag am 30. April 2010 in Salzburg.

## Auszeichnungen
- Großes Ehrenzeichen für Verdienste um die Republik Österreich (1974)[2][3]
- Ehrenkreuz für Wissenschaft und Kunst I. Klasse (1979)[2]
- Ehrenmedaille der Bundeshauptstadt Wien in Gold (1984)[2]
- Großes Silbernes Ehrenzeichen für Verdienste um die Republik Österreich (1998)[2][4]
- Kulturmedaille des Landes Oberösterreich (2003)

Außerdem wurde zu Lebzeiten der 1000 m² große Bauer-Theussl-Park, ein Spielplatz in Wiener Neustadt, nach ihm benannt.